# Bernardo Sassetti
Bernardo da Costa Sassetti Pais (Lisboa, 24 de junio de 1970 – Cascais, 10 de mayo de 2012) fue un pianista de jazz y compositor de cine portugués.
Sassetti era nieto de Sidónio Pais, Presidente de la Primera República portuguesa. Al principio tocaba la guitarra para posteriormente aprender piano y teoría de la música a los nueve años. Se interesó por el jazz después de escuchar a Bill Evans. A finales de los 80, estaba apoyando a músicos visitantes y enseñando piano de jazz en Lisboa (y, más tarde, enseñó en otras áreas lusofónicas). En la década de los 90, trabajó en Lodnres, donde grabaría tres álbumes con el grupo de Guy Barker. Anthony Minghella le invitó a aparecer en el Napoli Jazz Sextet en El talento de Mr. Ripley. A partir de aquí, Sassetti compuso numerosas bandas sonoras.
Bernardo Sassetti estaba casada con la actriz Beatriz Batarda, con la que tuvo dos hijas.
Murió el 10 de mayo de 2012 después de caer de un acantilado en Guincho Cascais (Portugal), donde estaba haciendo fotografías para su siguiente libro.

## Discografía
- Mundos (Universal Music Portugal, 1996)
- Olhar with Carlos Barretto, Mario Barreiros, Perico Sambeat (Beat Up, 1999)
- Specifics 45: Cuba Cuba with Guy Barker (Music House, 2000)
- Salsetti (West Wind, 2000)
- Nocturno (Clean Feed, 2002)
- Mario Laginha Bernardo Sassetti (ONC Producoes Culturais, 2003)
- Indigo (Clean Feed, 2004)
- Alice (Trem Azul, 2005)
- Unreal: Sidewalk Cartoon (Clean Feed, 2006)[7]
- 3 Pianos with Mario Laginha, Pedro Burmester (Sony, 2007)
- Duvida (Trem Azul, 2007)
- Second Life (Original Soundtrack) (Utopia Musica, 2009)
- Palace Ghosts and Drunken Hymns with Will Holshouser (Clean Feed, 2009)
- Um Amor De Perdicao (Trem Azul, 2009)
- Carlos Do Carmo Bernardo Sassetti (Universal Music Portugal, 2010)

## Bandas sonoras
- Second Life (2009)
- Antes de Amanhã (2007)
- 98 Octanas (2006)
- Alice (2005)
- A Costa dos Murmúrios (2004)
- O Milagre segundo Salomé (2004)
- Maria E as Outras (2004)
- Quaresma (2003)
- Aniversário (2000) (TV)
- Facas e Anjos (2000) (TV)
- O Segredo (2000)
- As Terças da Bailarina Gorda (2000)
- Maria do Mar (1930) (2000)